# Novi željeznički most u Beogradu
Novi željeznički most jedan je od mostova u glavnom gradu Republike Srbije Beogradu. Proteže se preko rijeke Save, a nalazi se na trasi željezničke pruge beogradske gradske i prigradske željeznice.

## Povijest
Cilj projektnog rješenja mosta osim estetskih zahtjeva bio je ispuniti i funkcionalne uvjete provođenja trase gradske i prigradske željezničke pruge kao i ostale uvjete propisane detaljnim urbanističkim planom. Od nekoliko ponuđenih izvedbi izabran je most s kosim kabelima, što je tada predstavljalo jedinstveno rješenje u svijetu. Izgradnja je trajala od 1975. do 1979. godine, a radove je izvele tvrtka Mostprojekt iz Beograda. Glavni odgovorni arhitekti bili su Nikola Hajdin i Ljubomir Jeftović.

## Tehničke kararkteristike
Ukupna duljina mosta iznosi 1.928 m, najveći raspon je 254 m dok je visina mosta 13 m. Krajnji stupovi načinjeni su od armiranog betona a ostali su čelični. Konstrukciju održavaju dva pilona visine 52,5 m na koju su kosim kabelima oslonjene prometne trake. Most ima dvije trake željezničke pruge, po jednu za svaki smjer. Postoje i pomoćne staze za osoblje koje održava most, širine po 1 m sa svake strane. U prometnom smislu most ima velik značaj, jer njime prometuju vlakovi gradske i prigradske željeznice.

## Galerija slika
- Novi željeznički most noću.
- Pogled uzvodno, prema Novom Beogradu.
- Pregled ka donjoj konstrukciji mosta.
- Pilon na desnoj obali rijeke Save.